# Carazuelo
Carazuelo es una localidad  y también una pedanía españolas de la provincia de Soria, partido judicial de Soria,  Comunidad Autónoma de Castilla y León, España. Pueblo de la Comarca de Campo de Gómara que pertenece al municipio de Candilichera.

## Geografía
Esta pequeña población de la comarca de Campo de Gómara está ubicada en el centro de la provincia de Soria, al este de la capital y separada por la sierra de Santa Ana.

### Comunicaciones
Localidad situada en la carretera nacional N-234 de Soria a Calatayud, entre Duáñez y Ojuel. Camino que en dirección sur, atravesando el trazado del ferrocarril Santander-Mediterráneo nos conduce a Candilichera.

## Historia
Lugar que durante la Edad Media perteneció a la Comunidad de Ciudad y Tierra de Soria formando parte del Sexmo de Arciel.
El Censo de Pecheros de 1528, en el que no se contaban eclesiásticos, hidalgos y nobles, registraba la existencia de 23 pecheros, es decir unidades familiares que pagaban impuestos. En el documento original figuraba como Caraçuelo.
A la caída del Antiguo Régimen la localidad se constituye en municipio constitucional en la región de Castilla la Vieja, en el partido de Soria,  que en el censo de 1842 contaba con 19 hogares y 78 vecinos, para posteriormente integrarse en Candilichera.

## Demografía
En el año 1981 contaba con 51 habitantes, concentrados en el núcleo principal, pasando a 24 en 2010, 10 varones y 14 mujeres.
| Gráfica de evolución demográfica de Carazuelo entre 2000 y 2010                                  |
|                                                                                                  |
| Población de derecho (2000-2010) según los censos de población del INE a 1 de enero de cada año. |